# 九龍吉日寺
吉日寺（藏語：བརྒྱད་ཟིལ་དགོན，威利转写：brgyad zil dgon）位於四川省甘孜藏族自治州九龍縣，文物遺址年代判定為清代。2007年6月1日公佈為四川省第七批文物保護單位。